# Шевченко (Совєтський район)
Шевченко (рос. Шевченко) — хутір в Совєтському районі Курської області Російської Федерації.
Населення становить 44 особи. Входить до складу муніципального утворення Мансуровська сільрада.

## Історія
Населений пункт розташований на території українського етнічного та культурного краю Східна Слобожанщина.
Від 2004 року входить до складу муніципального утворення Мансуровська сільрада.

## Населення
| 2002 | 2010 |
| ---- | ---- |
| 58   | ↘44  |